# 千葉神社
千葉神社（ちばじんじゃ）は、千葉県千葉市中央区にある神社。旧社格は県社。神紋は三光紋（月星）、社紋は九曜紋。別称は北辰妙見尊星王の本宮を意味する「妙見本宮（みょうけんほんぐう）」。

## 概要
千葉市の中心市街地より東側に鎮座する。東西南北・四方八方・全ての方位方角へと御力を及ぼされる千葉氏の守護神である北辰妙見尊星王（天之御中主大神）を祀る北斗山金剛授寺として1000年（長保2年）に中興開山し、1869年（明治2年）に千葉神社へと改称して以来、全国でも有数の北極星・北斗七星信仰、さらに仏教の妙見信仰とを習合する神社である。御社殿は、上下に二つの拝殿を有する日本初の重層社殿である。
八方除けのほか、人間の悪い星（運命）を取り除き、善い星（運命）へと導くとされるため、子供の成長祈願への信仰が篤い神社でもある。また、男女二人の星を巡り合わせ、その二つの星を末永く結びつける御力を持つとされ、結婚式や結納式、金婚式など婚姻に関わる祭典も多く執り行っている。また、人気のパワースポットとして月刊オカルト情報誌のムーなどメディアにおいても度々取り上げられている。
2018年（平成30年）4月1日には、ミキハウス子育て総研によりウェルカムベビーの神社（子育て世帯への配慮がある神社）として認定され、初宮参りや七五三など乳幼児と一緒の参拝時や神前結婚式での子連れ参列時に快適な利用ができるよう、おむつ替えスペース、授乳室、待合ロビー、和室（50畳）が完備されている。また七五三詣では、季節を問わず一年を通して受付しており、衣装のレンタル、ヘアメイク、着付、スタジオでの写真撮影などを行っている。

## 祭神
- 主祭神 北辰妙見尊星王（天之御中主大神）
- 相殿 経津主命・日本武尊

## 略縁起

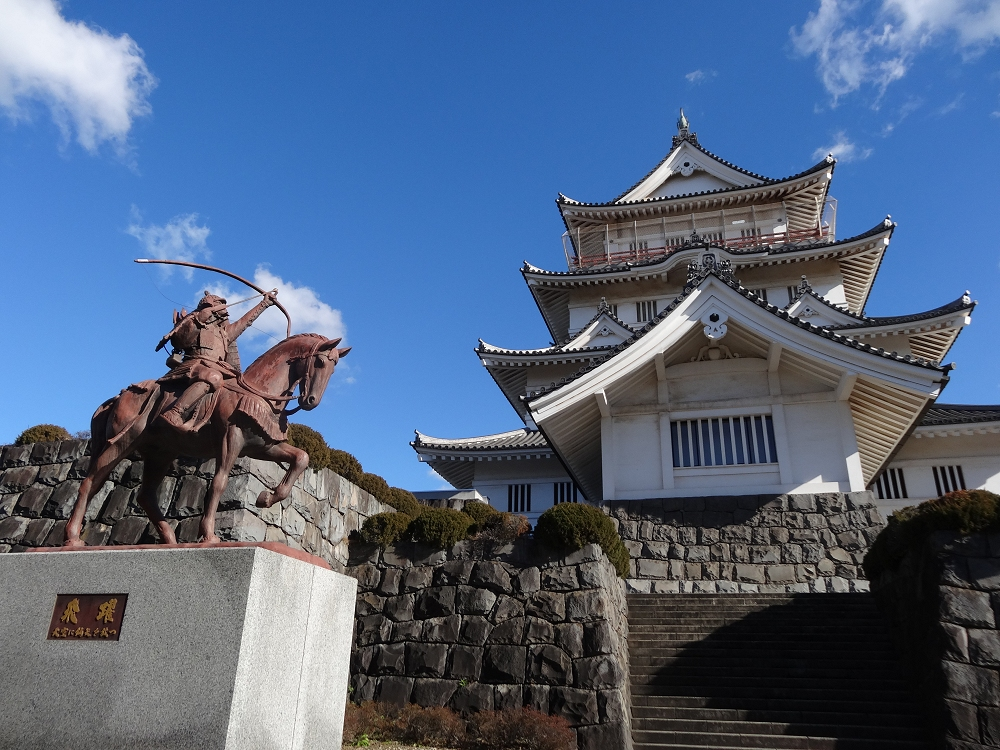
郷土博物館前の千葉常胤の銅像

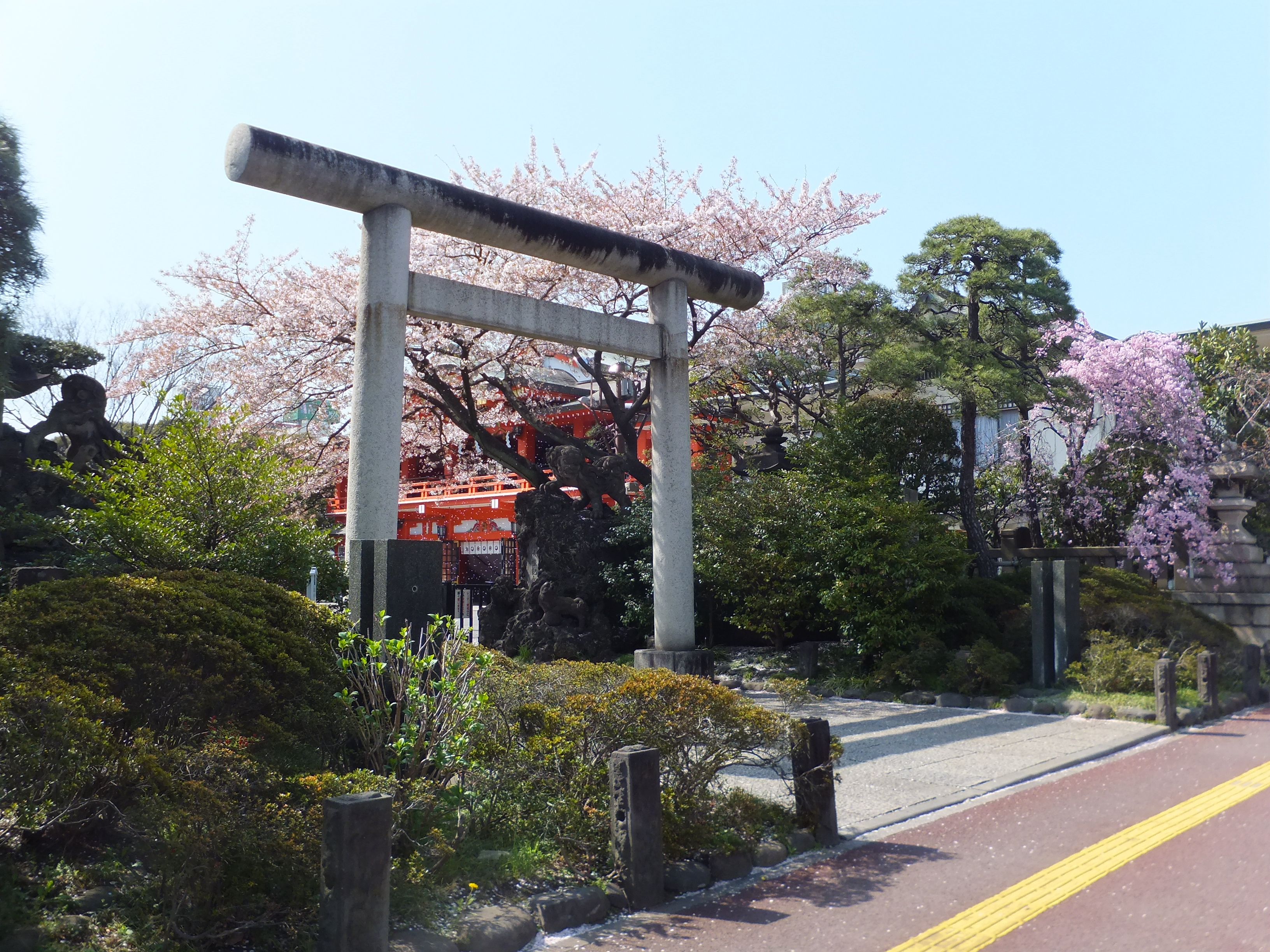
鳥居（院内通り側）

千葉氏の守護神である北辰妙見尊星王（妙見菩薩）を本尊とする寺院（千葉妙見宮）として建立され、千葉氏の祖平忠常の子覚算大僧正によって伽藍が整備されたと伝えられる。以降千葉宗家のみならず千葉氏一族の信仰が篤く、千葉氏宗家の元服は代々この寺で行われた。また、千葉常胤の案内で同寺を参拝した事で知られる源頼朝からも手厚く保護されていた。
千葉妙見宮には本来、妙見菩薩とともに1181年（養和元年）に千葉常胤によって鶴岡八幡宮から勧請された八幡神が祀られていた。当初は八幡神が弓箭神とし、妙見菩薩は鎮守・産土神・農耕神的な役割を担っていたが、千葉氏の一族が多数連座した宝治合戦で一族が動揺した時期（13世紀中期）に一族の団結を維持するために従来の八幡神に代えて、千葉氏を含めた房総平氏において独自の篤い信仰を受けていた妙見菩薩に弓箭神の要素を加えて、千葉氏が妙見菩薩を庇護された存在であることを強調する“妙見説話”が形成された。その集大成が『源平闘諍録』であり、後世に千葉妙見宮（千葉神社）を描いた縁起絵巻にも反映されている。現在も末社の1つに八幡神社があるのはその名残である。
1591年（天正19年）徳川家康が関東に入部し、この寺を参詣して寺領安堵ならびに太刀一振を寄進したとされ、同時に朱印地200石と十万石の格式が与えられた。
江戸時代には北斗山金剛授寺尊光院と称する真言宗の寺院であったが、明治初年の神仏分離によって神社となり、本尊も祭神に改められた。ただし、妙見菩薩と天之御中主大神は長年神仏習合によって同一とみなされてきた経緯があり、今日でも同社が日本有数の「妙見信仰」の中心とされてきている事には変わりがない。

## 境内

### 重層社殿

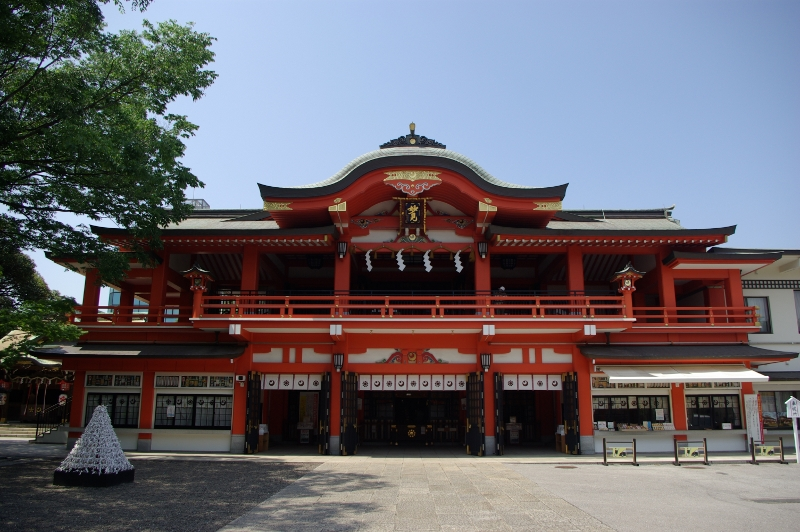
重層社殿（2010年6月12日）

社殿は1990年（平成2年、開創990年）、平成の大造営により新たに竣工した。上下に二つの拝殿を有する日本初の重層社殿。旧社殿は1945年（昭和20年）7月7日の七夕空襲（千葉空襲）の戦火に見舞われ焼失、1954年（昭和29年）に社殿は再建され、その後、境内西側に移築して摂社（千葉天神）の祈祷殿としている。
重層社殿より向かって右には参集殿があり、殿内には御祈願の申込カウンター、ロビー、控室、衣装着付室、写真スタジオがある。

### 千葉天神

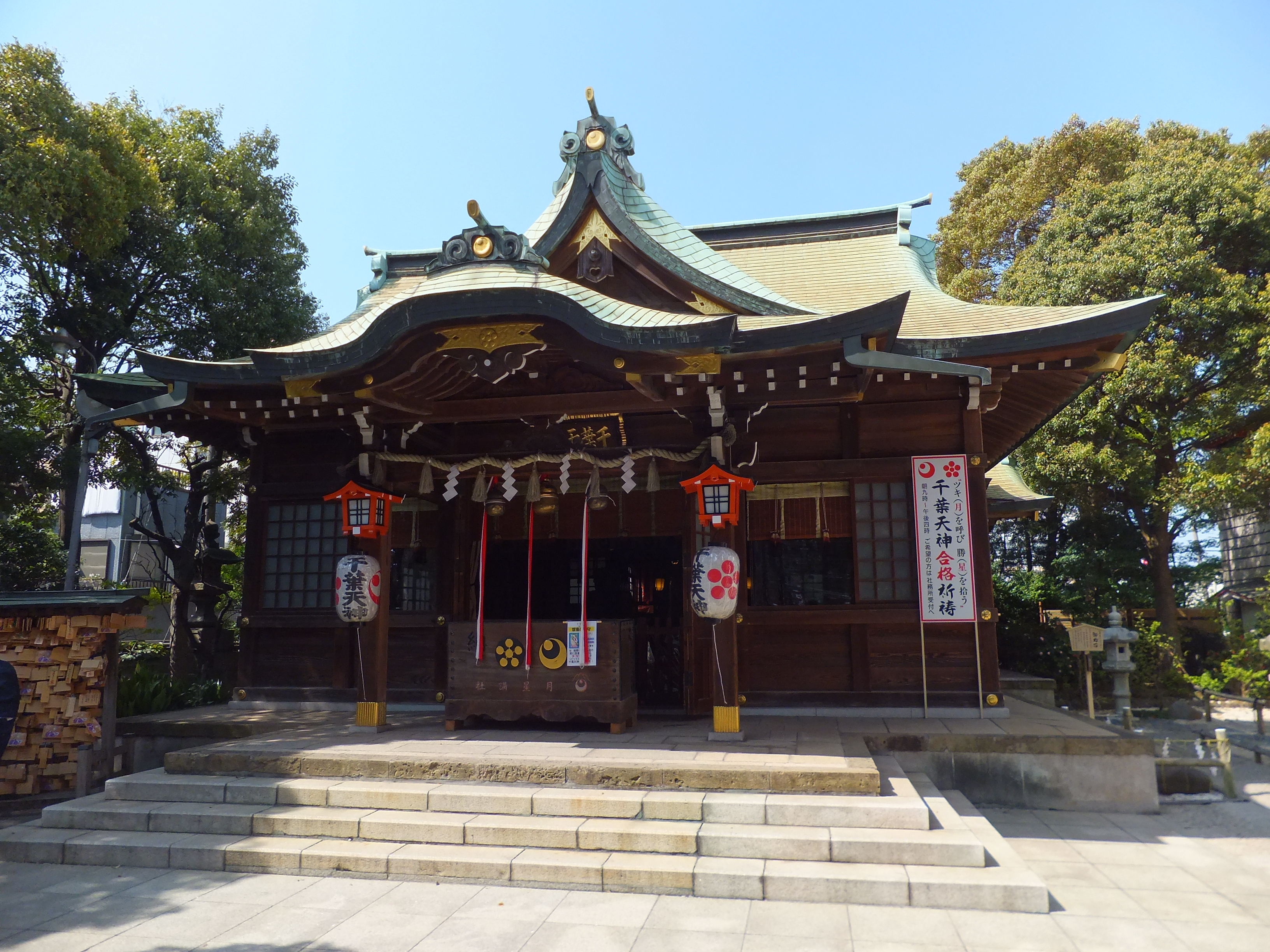
千葉天神（建物は千葉神社の旧社殿）

千葉天神（ちばてんじん）は、平安時代末期の1182年（寿永元年）9月25日、千葉神社境内に勧請された学問の神として親しまれている菅原道真を御祭神とする御社。千葉神社の摂社。千葉神社の旧社殿であったことから北辰妙見尊星王の御神力も同時にいただけるとされ、神紋（月星）に由来しての「ツキ（月）を呼び、勝（星）を拾う」という縁起の良さが広く知れ渡り、参拝者・祈祷者が増加している。

### 尊星殿

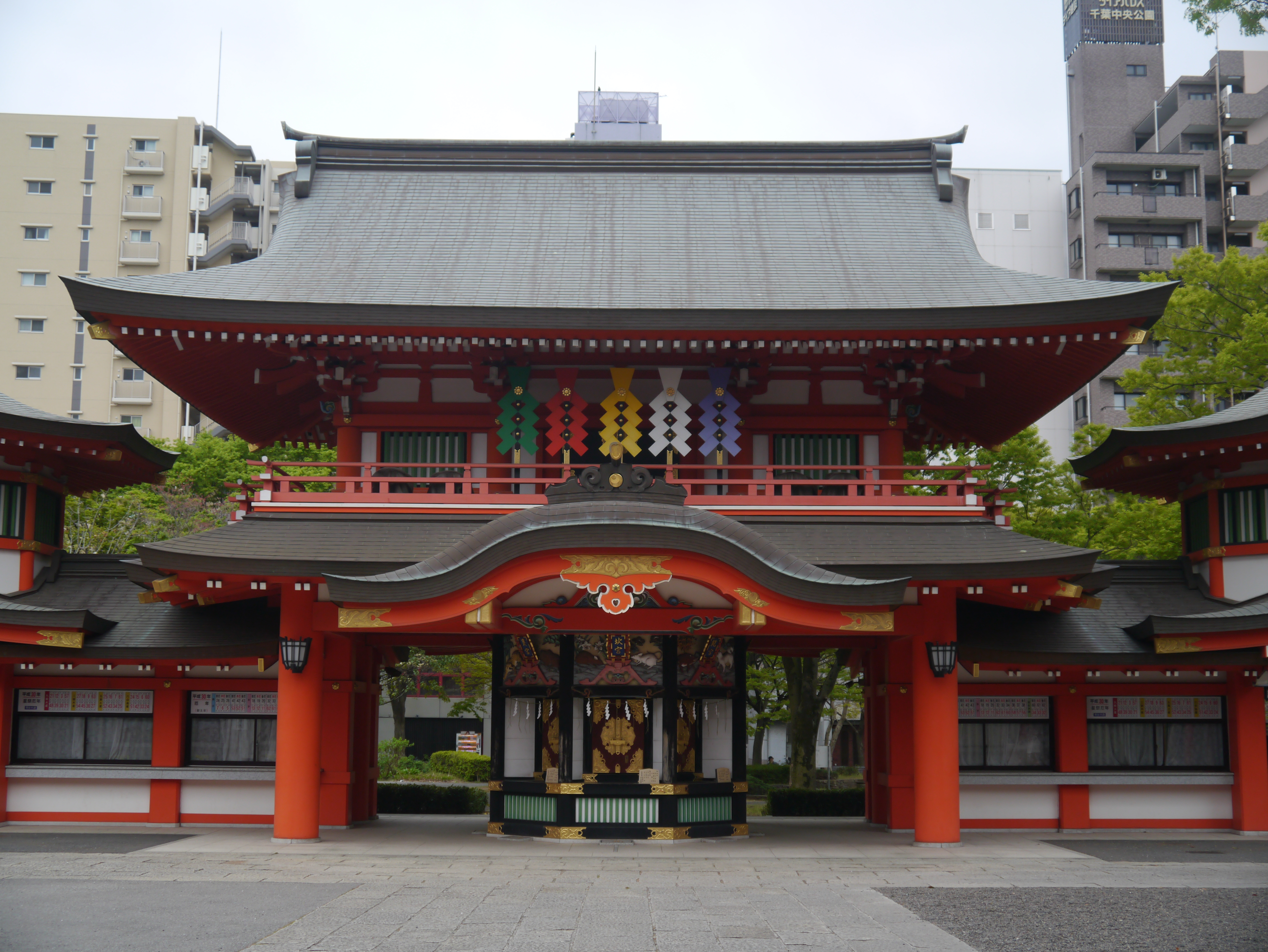
尊星殿（境内側）

尊星殿（そんじょうでん）は、2000年（平成12年）の千葉神社開創1000年奉祝事業として1998年（平成10年）に竣工した楼門型の分霊社。神社建築では類例のない楼門と社殿の複合建築物となっている。元来千葉神社に有った山門は七夕空襲で焼失していたため、半世紀ぶりの再建でもあった。中央を「福徳殿」、東を「日天楼」、西を「月天楼」、上階を「開運殿」の四つに分かれ、北辰妙見尊星王が掌握する日・月・星の御力などが個別に授かれるようになっている。
福徳殿には、御祭神である北辰妙見尊星王の御分霊を奉斎し、陰陽道や九星気学・風水学と関わり深い御神徳により、方位方角・五行・十二支・人間の身体各部等の役割を、八角形に配された八つの各星宮が個々に担い守護しているとされる。東の日天楼は、中央の「陽明柱」に触れることで、日天神（太陽）の陽気・活性作用による精神・生活上の加護（豊禄）が得られ、西の月天楼は、中央の「光輝柱」に触れることで、月天神（月）の生気・浄化作用による身体・生命上の加護（延寿）が得られるとされる。中央上階の開運殿は霊場として扱っており、特定された日に奉仕される特別祈祷申込者（星きよめ開運特別祈祷など）のみ入殿が許可されている。

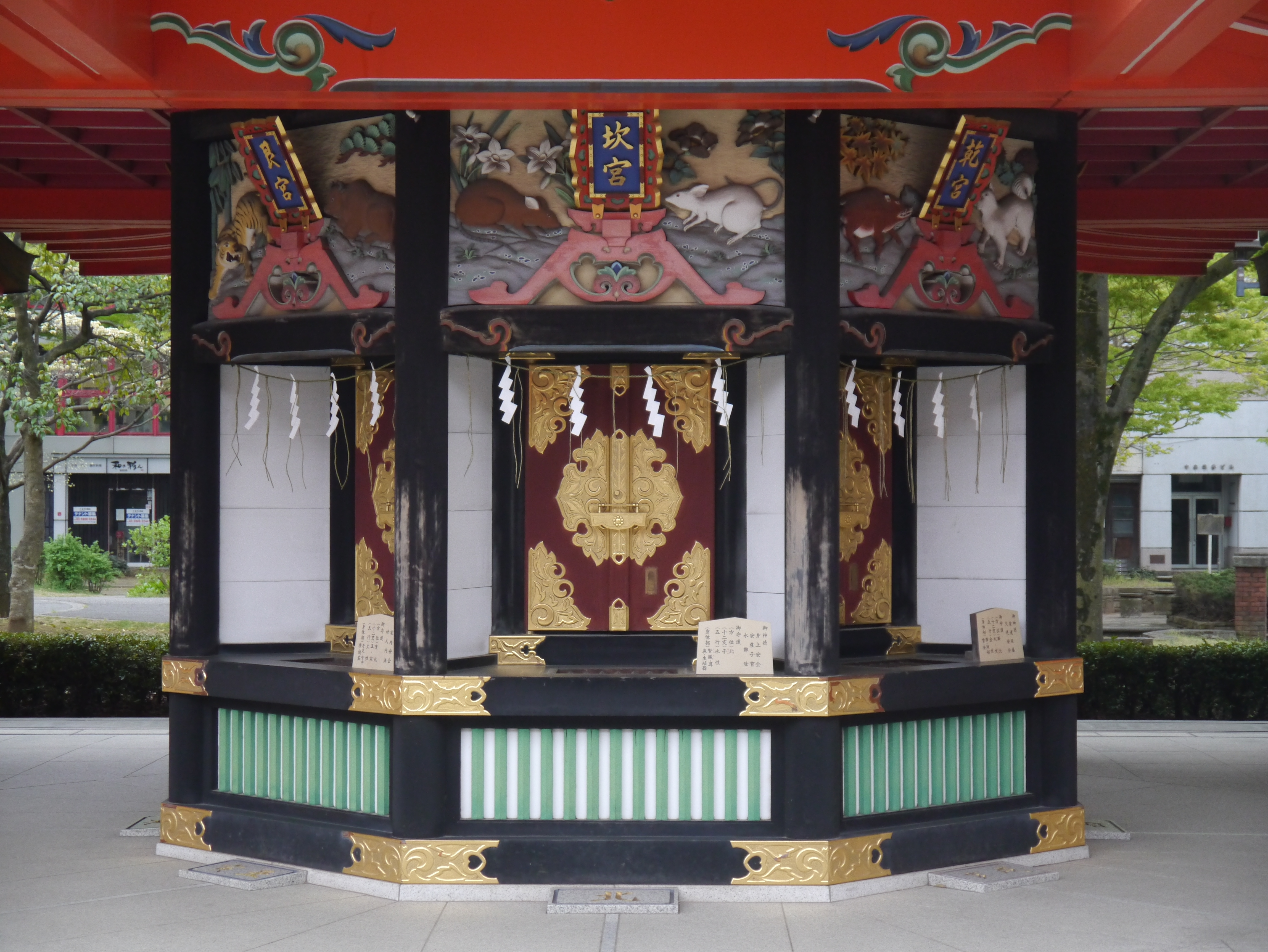
尊星殿の福徳殿
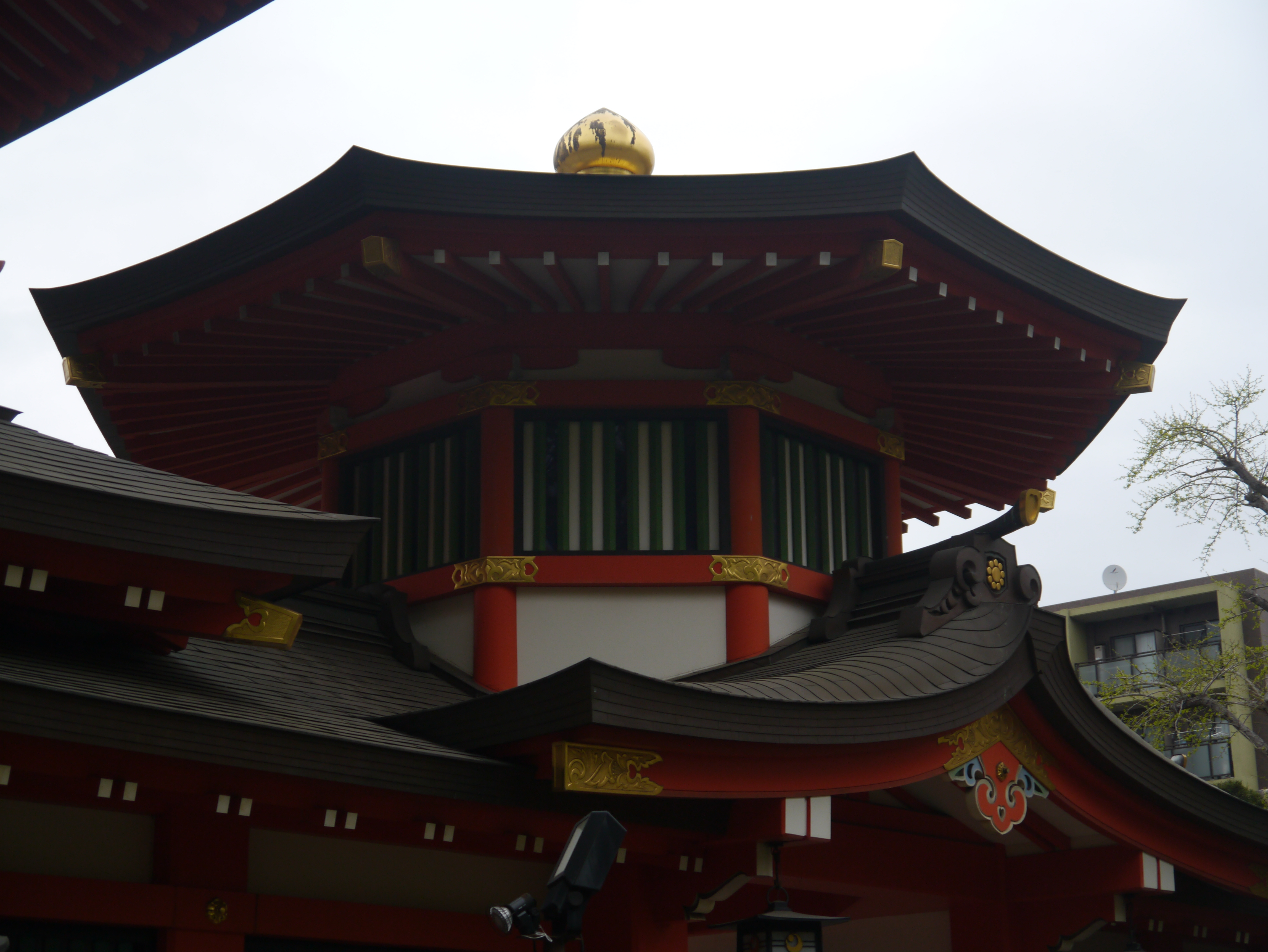
尊星殿の櫓（天楼）

### 妙見延寿の井

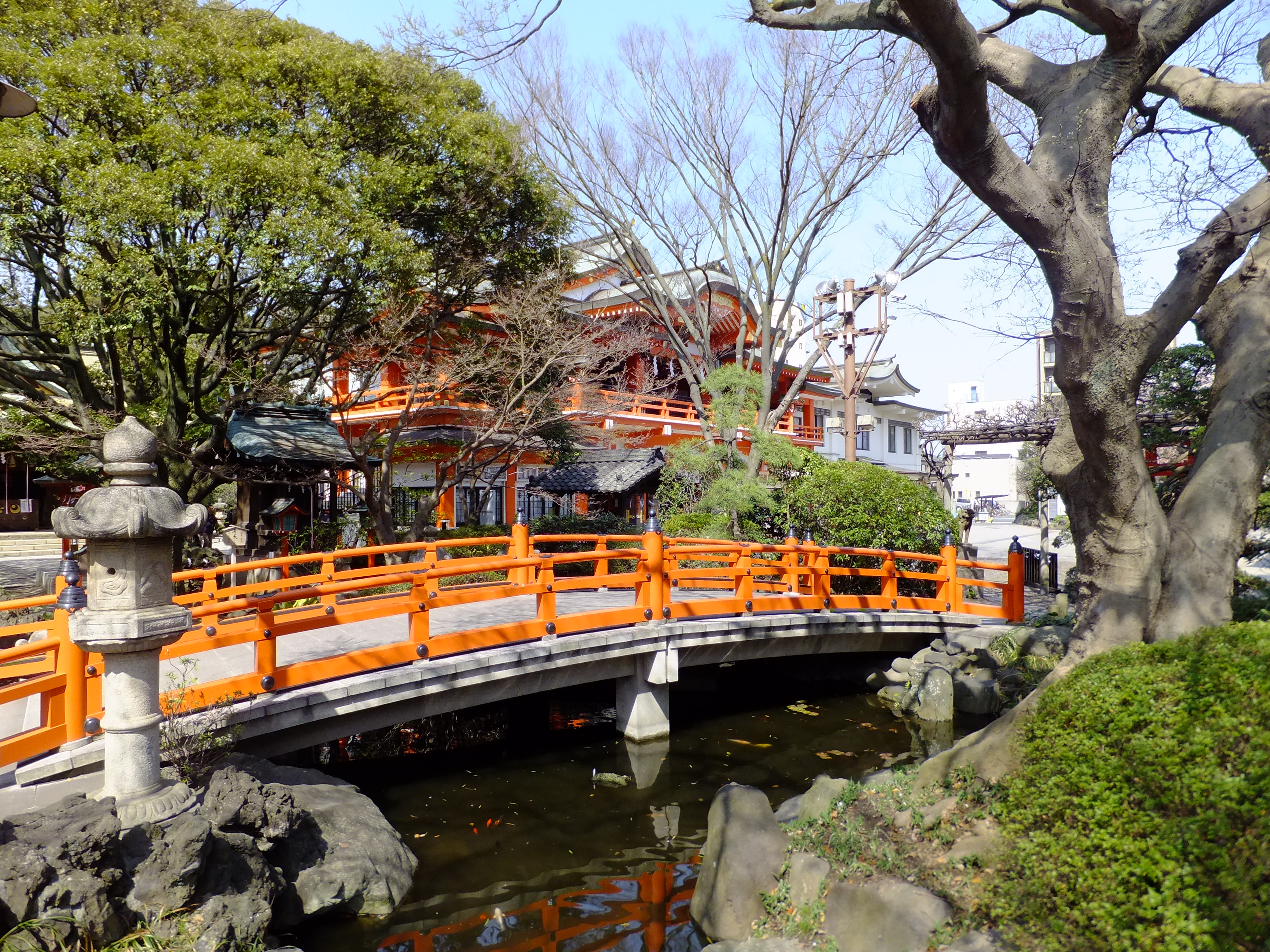
妙見池（水源は延寿の井御神水）

境内に湧く妙見延寿の井（みょうけんえんじゅのい）は、古来より一願成就の霊泉として知られ、神水祐気（九星気学）による吉方に当たり、各地から「お水取り」に来社されている。境内の妙見池は延寿の井の御神水を水源としており、天皇即位の御大礼の記念として1992年（平成4年）に造営された朱塗りの二つの神橋「ねがい橋・かない橋」が架かっている。池の周囲には桜や梅、カエデや藤棚など季節の草木が植栽されている。
水に関わる多くの龍神・水神を統治掌握する神様である水御祖大神を御祭神とする美寿之宮（千葉神社末社の一つ）に参拝し、霊泉・延寿の井の水を一口頂く事で様々な寿が頂けるとされている。

### 手水舎

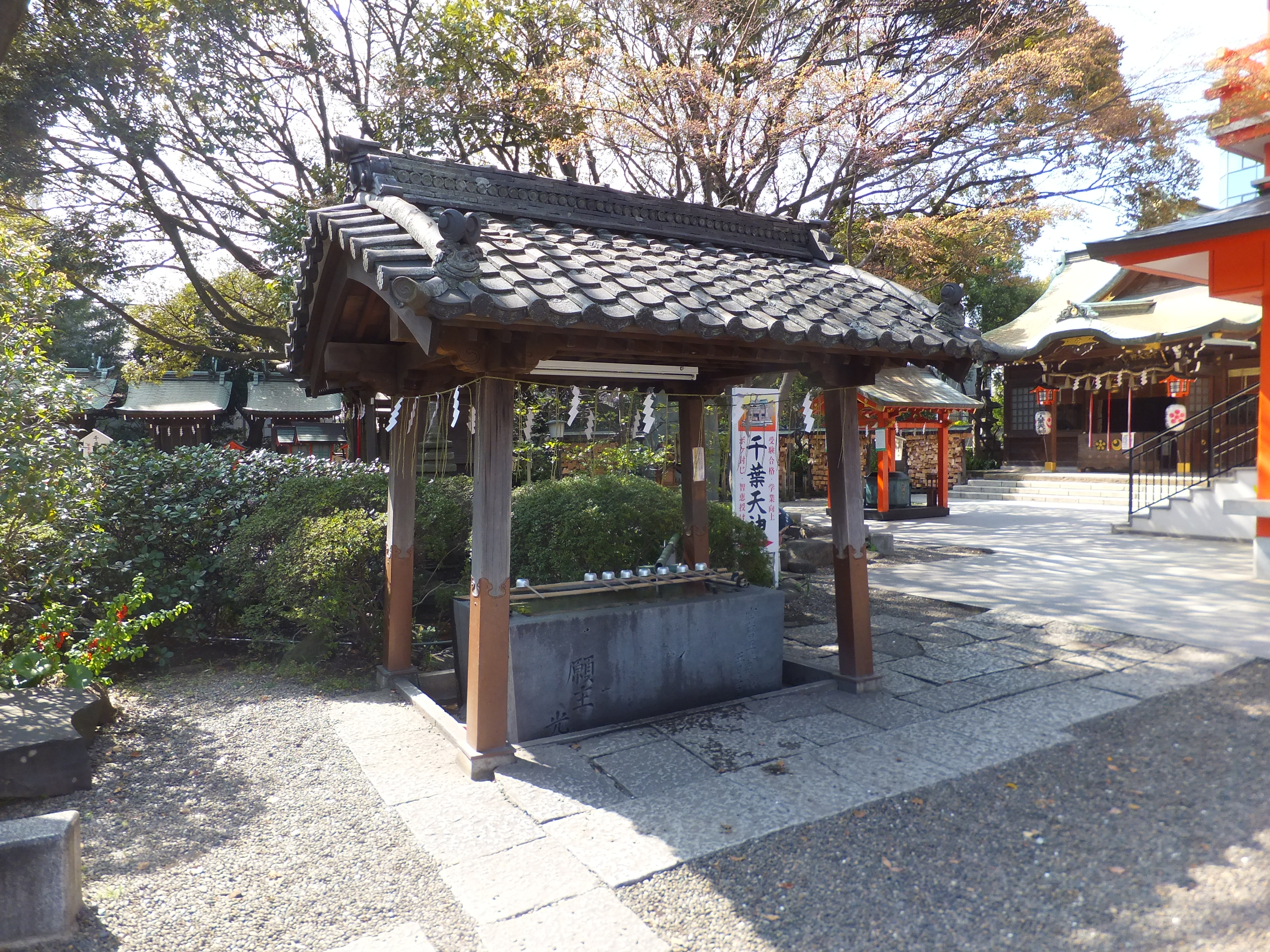
現存する手水舎

手水舎は七夕空襲の戦火を免れ、唯一建物が現存している。上屋は明治時代の建立であるが、用いられている手水石には「宝暦五乙亥歳建立」とあり、江戸時代中期の1755年（宝暦5年）に建立された以前の手水舎のものを用いている。屋根瓦には、三光紋・九曜紋の意匠がみられ、2012年（平成24年）に、古来の意匠をそのまま写し取って新しい瓦を焼き直し、屋根の葺き替えを行っている。

### 末社

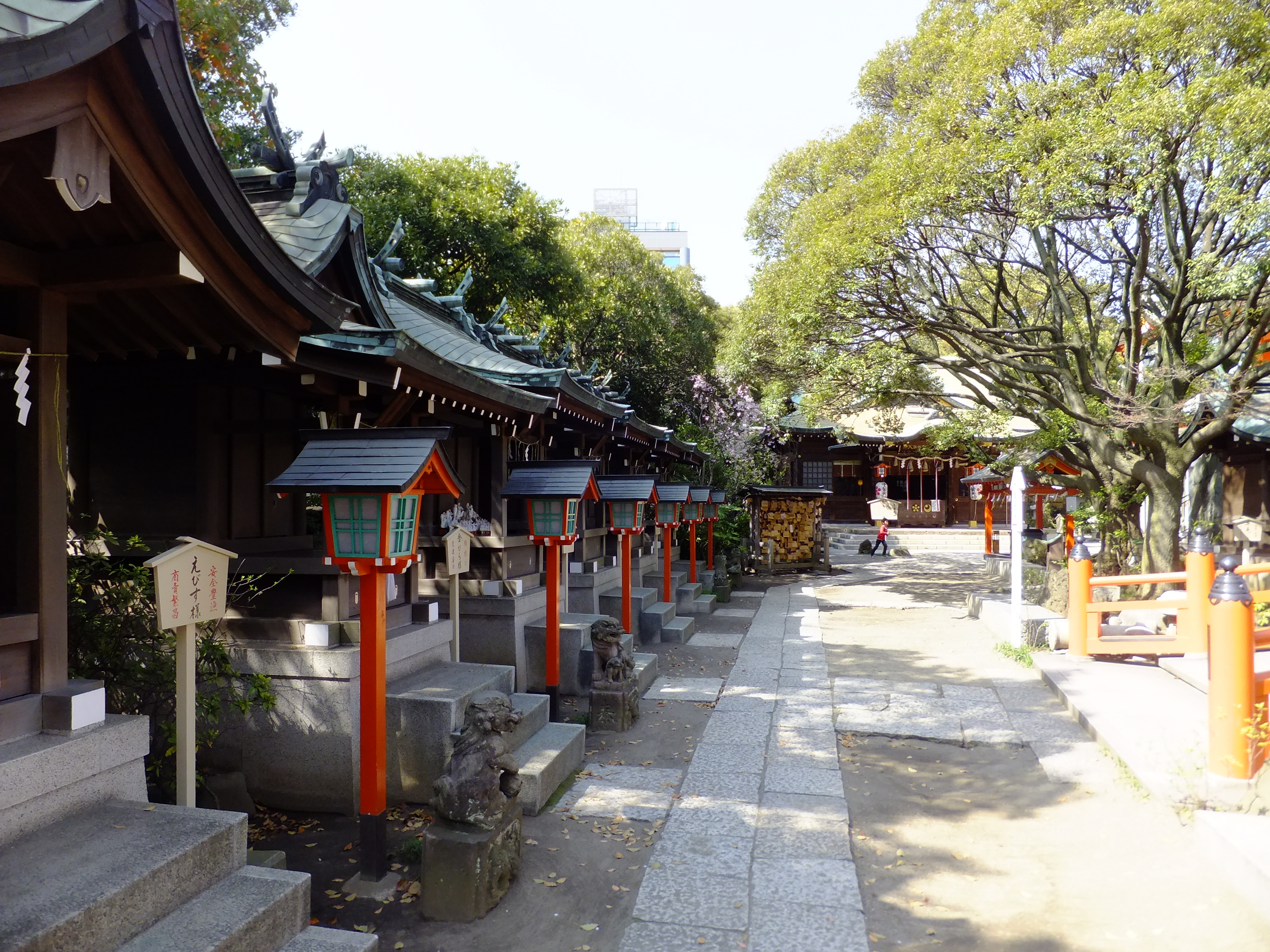
妙見池周辺の末社

境外末社として院内町にある香取神社ほか、境内には池の周りに14社の末社がある。
境外
- 千葉県千葉市中央区院内2丁目17[17]
  - 香取神社（かとりじんじゃ） - 御祭神は経津主命（ふつぬしのみこと）、885年（仁和元年）光孝天皇の御代勧請。

境内
- 姥神社（うばじんじゃ） - 御祭神は北辰妙見尊星王の姥（乳母）、勧請年代不詳。
- 星神社（ほしじんじゃ） - 御祭神は天香香背男神（あめのかがせおのかみ）、1182年（寿永元年）9月22日勧請。
- 石神社（いしじんじゃ） - 御祭神は磐長姫命（いわながひめのみこと）、勧請年代不詳。
- 稲荷神社（いなりじんじゃ） - 御祭神は稲倉魂命（いなくらたまのかみ）・保食神（うけもちのかみ）・稚産霊神、1179年（治承3年）9月19日勧請。
- 金刀比羅宮（ことひらぐう） - 御祭神は金山彦神（かなやまひこのかみ）・大物主命（おおものぬしのかみ） 、1179年（治承3年）9月19日勧請。
- 西之宮（にしのみや）御祭神は事代主神（ことしろぬしのかみ）、1782年（天明2年）10月22日西宮神社の御本社より勧請。
- 八幡神社（はちまんじんじゃ） - 御祭神は誉田別命（ほんだわけのみこと）、1181年（養和元年）千葉常胤により鶴岡八幡宮より勧請。
- 天神社（てんじんしゃ） - 御祭神は菅原道真公（すがわらのみちざねこう）、1182年（寿永元年）9月25日勧請。
- 日枝神社（ひえじんじゃ） - 御祭神は大山咋命（おおやまくいのみこと）、1182年（寿永元年）9月25日勧請。
- 三峰神社（みつみねじんじゃ） - 御祭神は伊邪那美神（いざなみのかみ）、1822年（文政5年）3月19日勧請。
- 神明社（しんめいしゃ） - 御祭神は天照皇大神（あまてらすすめおおかみ）、1882年（明治15年）旧横町より移転。
- 御嶽神社（おんたけじんじゃ） - 御祭神は国常立尊（くにのとこたちのみこと）、大山祇神　(おおやまづみのかみ)、瓊瓊杵尊　(ににぎのみこと)、1871年（明治4年）11月11日勧請。
- 厳島神社（いつくしまじんじゃ） - 御祭神は市杵嶋姫命（いちきしまひめのみこと）、1182年（寿永元年）9月25日勧請。
- 美寿之宮（みずのみや） - 御祭神は水御祖大神（みずのみおやのおおかみ）、2009年（平成21年）8月15日勧請。

## 祭事
- 1月1日 - 3日 初詣
- 1月3日 はしご乗り

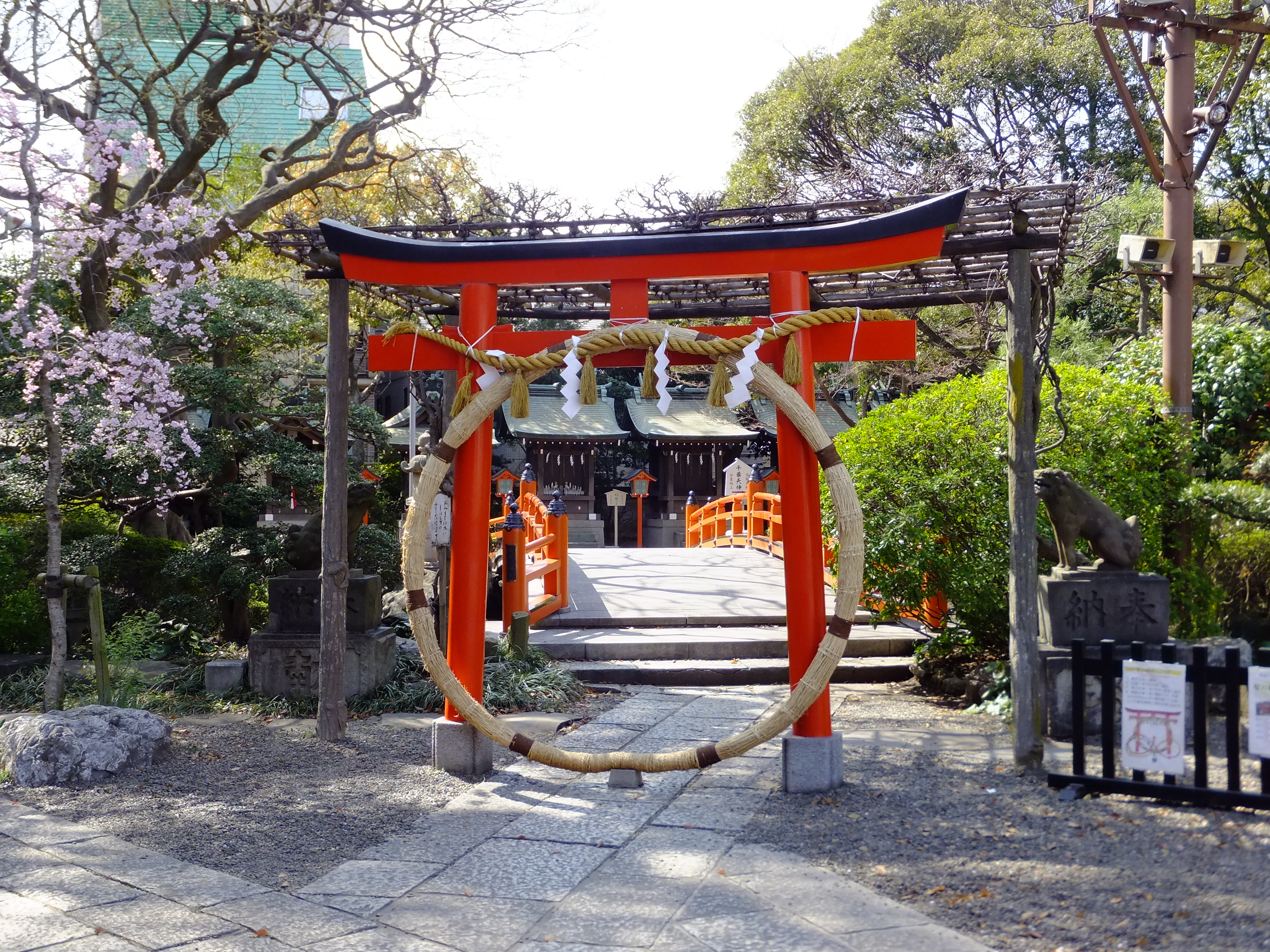
智の輪くぐり神事の智の輪

- 1月中成人の日を含む土日および翌週土日 通りぬけ神事（千葉天神三大神事）
- 1月25日 - 2月3日 うそ替え神事（千葉天神三大神事）
- 1月10日、5月10日、9月10日 金刀比羅宮ならびに西之宮例祭
- 2月3日 節分祭
- 3月25日 - 4月中旬 智の輪くぐり神事（千葉天神三大神事）
- 5月25日 神恩祭
- 6月30日 夏越大祓式
- 7月7日 七夕祭
- 8月16日 - 22日 妙見大祭（例祭）
- 11月中酉の日 お酉さま
- 12月28日 納めの妙見
- 12月31日 年越大祓式

### 妙見大祭
例祭として妙見大祭が毎年8月16日から一週間行われ、1127年（大治2年）の第1回目以来、一度も休むことなく続けられている。ちば文化資産に選定されている。
神輿の先導を務める大太鼓が「二段打ち」という特殊な叩き方で、その音が「だらん、だらん」と聞こえることから、通称「だらだら祭り」とも称されることもある。また、何か一言願をかければ、その願いは必ず達成されるという伝説から「一言妙見大祭」とも称される。

## 門前町構想

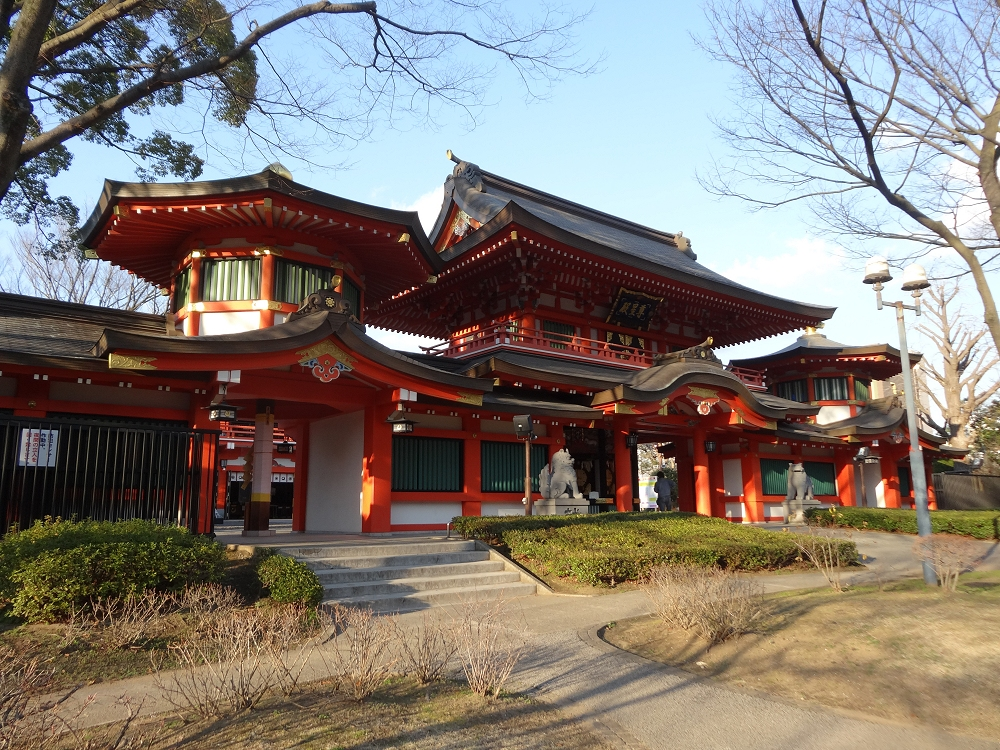
通町公園に面する尊星殿

千葉市では千葉神社を活かし、千葉中央ツインビル前の中央公園と神社隣りの通町公園の見直し・拡充などを行い、まちに賑わいと回遊性を高める門前町構想を進めている。これは、通町公園を西側に拡張して中央公園と千葉神社に連続性をもたせ、区画整理による公園の再整備を行うとともに、街灯や石畳など歴史と情緒ある参道空間としての環境整備を図るというものである。

## 現地情報
所在地
- 千葉県千葉市中央区院内1-16-1

交通アクセス
- 鉄道
  - 千葉都市モノレール 葭川公園駅 徒歩約6分
  - JR東日本・千葉都市モノレール・京成電鉄 千葉駅・京成千葉駅 徒歩約10分
- 自動車
  - 最寄りのインターチェンジ
    - 千葉東金道路 千葉東インターチェンジ
    - 京葉道路 穴川インターチェンジ・貝塚インターチェンジ
    - 東関東自動車道 湾岸千葉インターチェンジ

  - 駐車場
    - 付近のコインパーキングを利用